# مزوکواچ‌هازا
مزوکُواچ‌هازا (به مجاری:  Mezőkovácsháza) یک منطقهٔ مسکونی در مجارستان است که در ناحیه مزوکواچ‌هازا واقع شده‌است و ۶۲٫۵۹ کیلومتر مربع مساحت و ۶٬۱۴۱ نفر جمعیت دارد.